# ایشو (دوره هی‌آن)
ای‌شو (به ژاپنی: 永承 Eishō)؛ نام یک عصر تاریخی ژاپنی (نِنگُو) بود. این عصر بعد از کانتوکو و قبل از تنگی (دوره هی‌آن) قرار داشت و از آوریل ۱۰۴۶ تا ژانویه ۱۰۵۳ میلادی به طول انجامید. در طی این عصر امپراتور گو-ریزی امپراتور ژاپن بود.